# Malin Byström
Malin Byström (Helsingborg, 3 settembre 1973) è un soprano svedese.

## Biografia
Nata ad Helsingborg, ha studiato canto lirico all'Accademia di Musica e Teatro dell'Università di Göteborg e all'Operahögskolan i Stockholm.
Nel 2002 ha fatto il suo debutto alla Royal Opera House come Amalia ne I masnadieri e successivamente è tornata al Covent Garden per interpretare Fiordiligi in Così fan tutte, Donna Anna in Don Giovanni, Mathilde in Guglielmo Tell, Marguerite nel Faust, Hélène ne I vespri siciliani e l'eponima protagonista nella Salomè di Strauss.
Inoltre ha cantato come Marguerite nel Faust, Arabella in Arabella e Donna Anna e Donna Elvira nel Don Giovanni alla Metropolitan Opera House, Donna Anna al Festival di Salisburgo, Salomè alla De Nationale Opera, la Marescialla ne Il cavaliere della rosa, Donna Elvira in Don Giovanni e le eponime protagonista di Fedora e Jenůfa all'Opera reale svedese.
Nel 2018 ha vinto l'International Opera Awards per la miglior interprete femminile.
È sposata con il baritono Markus Schwartz e la coppia ha due figli.

## Repertorio (parziale)
| Ruolo                   | Titolo                  | Autore   |
| ----------------------- | ----------------------- | -------- |
| Marguerite              | Faust                   | Gounod   |
| Fedora                  | Fedora                  | Giordano |
| Fiordiligi              | Così fan tutte          | Mozart   |
| Donna Anna Donna Elvira | Don Giovanni            | Mozart   |
| Contessa                | Le nozze di Figaro      | Mozart   |
| Tosca                   | Tosca                   | Puccini  |
| Mathilde                | Guglielmo Tell          | Rossini  |
| Arabella                | Arabella                | Strauss  |
| Marescialla             | Il cavaliere della rosa | Strauss  |
| Salomè                  | Salomè                  | Strauss  |
| Amalia                  | I masnadieri            | Verdi    |
| Amelia                  | Simon Boccanegra        | Verdi    |
| Hélène                  | I vespri siciliani      | Verdi    |